# 东流镇
东流镇，是中华人民共和国安徽省池州市东至县下辖的一个乡镇级行政单位。

## 行政区划
东流镇下辖以下地区：
东流社区、菊江社区、城北社区、金山村、狭阳村、长岭村、城东村、长安村、张岗村、密丰村、桥东回民村、塔青湖村、红叶村、龙王湖村和稠林村。

## 中国传统村落
2013年8月，东流老街被评为第二批中国传统村落。